# Matías Britos
Matías Britos Cardoso (San Carlos, Departamento de Maldonado, Uruguay, 26 de noviembre de 1988) es un exfutbolista uruguayo. Jugaba en la posición de delantero y se retiró como  jugador de Atenas de San Carlos de la Segunda División de Uruguay.

## Clubes
| Club                    | País           | Año       |
| ----------------------- | -------------- | --------- |
| Atenas de San Carlos    | Uruguay        | 2008-2009 |
| Juventud de Las Piedras | Uruguay        | 2009-2010 |
| Atenas de San Carlos    | Uruguay        | 2010      |
| Rampla Juniors          | Uruguay        | 2010-2011 |
| Defensor Sporting       | Uruguay        | 2011-2012 |
| León                    | México         | 2012-2014 |
| Pumas UNAM              | México         | 2014-2017 |
| Al-Hilal                | Arabia Saudita | 2017-2018 |
| Querétaro               | México         | 2018-2019 |
| Correcaminos UAT        | México         | 2019      |
| Peñarol                 | Uruguay        | 2020-2021 |
| Atenas de San Carlos    | Uruguay        | 2021-Act. |

## Selecciones
| Juegos Panamericanos         | Sede   | Resultado         | Partidos | Goles |
| ---------------------------- | ------ | ----------------- | -------- | ----- |
| Juegos Panamericanos de 2011 | México | Medalla de Bronce | 5        | 0     |

## Palmarés

### Títulos nacionales
| Título          | Club              | País    | Año    |
| --------------- | ----------------- | ------- | ------ |
| Torneo Clausura | Defensor Sporting | Uruguay | 2012   |
| Liga MX         | León              | México  | 2013-A |
| Liga MX         | León              | México  | 2014-C |

### Distinciones individuales
| Distinción                                            | Año  |
| ----------------------------------------------------- | ---- |
| Jugador destacado de la fecha 3 del Torneo Intermedio | 2020 |